# Sasaki Wataru
Wataru Sasaki (佐々木 渉 Sasaki Wataru, sinh ngày 28 tháng 7 năm 1996 ở Mitaka, Tokyo) là một cầu thủ bóng đá người Nhật Bản thi đấu cho Kamatamare Sanuki.

## Thống kê câu lạc bộ
Cập nhật đến ngày 23 tháng 2 năm 2017.
| Thành tích câu lạc bộ | Thành tích câu lạc bộ | Thành tích câu lạc bộ | Giải vô địch | Giải vô địch | Cúp                   | Cúp                   | Cúp Liên đoàn | Cúp Liên đoàn | Châu lục | Châu lục  | Tổng cộng | Tổng cộng |
| Mùa giải              | Câu lạc bộ            | Giải vô địch          | Số trận      | Bàn thắng    | Số trận               | Bàn thắng             | Số trận       | Bàn thắng     | Số trận  | Bàn thắng | Số trận   | Bàn thắng |
| Nhật Bản              | Nhật Bản              | Nhật Bản              | Giải vô địch | Giải vô địch | Cúp Hoàng đế Nhật Bản | Cúp Hoàng đế Nhật Bản | J. League Cup | J. League Cup | AFC      | AFC       | Tổng cộng | Tổng cộng |
| --------------------- | --------------------- | --------------------- | ------------ | ------------ | --------------------- | --------------------- | ------------- | ------------- | -------- | --------- | --------- | --------- |
| 2014                  | FC Tokyo              | J1 League             | 1            | 0            | –                     | –                     | –             | –             | –        | –         | 1         | 0         |
| 2015                  | FC Tokyo              | J1 League             | 0            | 0            | 0                     | 0                     | 0             | 0             | –        | –         | 0         | 0         |
| 2016                  | FC Tokyo              | J1 League             | 0            | 0            | 0                     | 0                     | 0             | 0             | 0        | 0         | 0         | 0         |
| 2016                  | U-23 FC Tokyo         | J3 League             | 17           | 0            | –                     | –                     | –             | –             | –        | –         | 17        | 0         |
| Tổng cộng sự nghiệp   | Tổng cộng sự nghiệp   | Tổng cộng sự nghiệp   | 18           | 0            | 0                     | 0                     | 0             | 0             | –        | –         | 18        | 0         |